# Jack & Joker: U Steal My Heart!
Jack & Joker: U Steal My Heart! (ทำไมต้องเป็นเธอทุกที) é uma série de televisão tailandesa de 2024 estrelada por Anan Wong (Yin) e Wanarat Ratsameerat (War).
Dirigida por Bundit Sintanaparadee (Tee) e co-produzida pelo Channel 3 e iQIYI, estreou oficialmente em 9 de setembro de 2024 no Channel 3, indo ao ar às segundas-feiras às 22h45 IST (10:45pm). Terminou em 25 de novembro de 2024, após 12 episódios. Um episódio especial foi lançado em 22 de fevereiro de 2025.

## Enredo
Jocker é um ladrão notório e procurado pela polícia. Jocker usou suas excelentes habilidades de disfarce para roubar a riqueza de empresários ricos e distribuí-la aos moradores pobres.
Jack já foi atleta substituto de taekwondo e mais tarde tornou-se cobrador de dívidas. A presença de Jack é intimidante, mas ele nunca usa a força para resolver problemas e acredita firmemente em “usar o próprio poder para proteger os fracos”.
O destino une dois homens em um relacionamento de amor e ódio enquanto eles colaboram em um grande assalto.

## Elenco

### Principal
- Anan Wong (Yin) como Jack
- Wanarat Ratsameerat (War) como Jocker

### Recorrente
- Ratchapat Worrasarn (Prom) como Tattoo
- Nadol Lamprasert (Bonz) como Hoy
- Siwat Jumlongkul (Mark) como Aran
- Peerawich Ploynumpol (Pee) como Hope
- Netipat Luksanavisis (Ne) como Save
- Nathanan Akkharakitwattanakul (Zorzo) como Rosé
- Chatchawit Techarukpong (Victor) como Carbon
- Sarunyoo Prachakit (Beam) como Boss
- Chanokwanun Rakcheep (Took) como Nang
- Suporn Sangkaphibal (Nui) como avó de Jack

### Convidado
- Paramej Noiam (Plai) como pai de Joker
- Wacharin Anantapong (Rina) como mãe de Joker
- Saran Naksodsi como Nulek
- Chananticha Chaipa (Tangkwa) como Toi Ting
- Jennie Panhan
- Thamrong Cunpisut (Pharaoh)
- Wachara Kanha (Guide)
- Gandhi Wasuwitchayagit
- Chertsak Pratumsrisakhon
- Khunnapat Pichetworawut (Pond)